# Port lotniczy Sajdu Szarif
Port lotniczy Sajdu Szarif (IATA: SDT, ICAO: OPSS) – krajowy port lotniczy znajdujący się w mieście Sajdu Szarif, w prowincji Chajber Pasztunchwa, w Pakistanie.